# Eeny Teeny Maya Moe
Eeny Teeny Maya Moe, titulado El gran pequeño amor de Moe en Hispanoamérica y Un don din de la maya mayita Moe en España es un episodio perteneciente a la vigésima temporada de la serie de televisión de dibujos animados Los Simpson, emitido originalmente el 5 de abril de 2009 y el 2 de agosto de 2009 en Hispanoamérica. El episodio fue escrito por John Frink y dirigido por Nancy Kruse. En el episodio, Moe conoce a una mujer llamada Maya por internet. Harry Shearer recibió una nominación a los Premios Emmy en la categoría de mejor actuación de voz por su interpretación de Moe en este episodio, pero finalmente perdió frente a otro actor de Los Simpson, Dan Castellaneta, por su interpretación en el episodio Father Knows Worst.

## Sinopsis
El episodio empieza cuando Homer está viendo la televisión, y Marge le dice que tiene que pasar más tiempo con Maggie. Cuando Homer va la Taberna de Moe, ve que Moe está limpiando la ventana. Cuando la limpia, Homer logra ver un parque de juegos, donde deja a Maggie, y desde la Taberna la cuida. Después, Homer se olvida de que Maggie está en el campo de juegos y esta es atada y puesta en un ritual por otros bebés, siendo el más fuerte uno que recuerda a Kearney, Homer llega cuando van a golpearla y se la lleva, sin enterarse de lo que le ocurrió. Ese mismo día, Marge decide comprar una mini cámara, la cual instala en el moño de Maggie para así poder vigilar los movimientos de Homer y saber si está siendo buen padre y al día siguiente antes de ver la grabación de lo que hizo, Homer la arrastra a la cita de Moe y Maya, impidiéndole ver que se comportó mal. Marge revisa el vídeo de Maggie y ve que Homer estaba bebiendo y Maggie iba a ser atacada pero Homer llega y trata de recatar a Maggie, siendo golpeado por el bebe más fuerte, el cual es vencido por Maggie. Marge al ver esto se conmueve y felicita a Homer.
Moe, al ver que todos sus amigos le prestaban más atención a Maggie que a tomar cerveza, les dice que consiguió novia hablando por Internet, que habló con una chica y que lo consideró gracioso. Al mandarle su imagen, cambió algunas cosas logrando que fuera un Tabernero Guapo, pero al saber que mentiría, cambió la imagen a como es él en la vida real. Al mandar la imagen, Maya (la chica de Internet), le dijo que era hermoso y quería verlo algún día. Cuando termina de hablar, les enseña una foto de Maya parada frente a la Estatua de la Libertad. En la noche, escucha que alguien toca la puerta, y al abrir, se da cuenta de que Maya solo medía 3 pies (la foto fue tomada desde abajo, haciéndola ver de tamaño normal). Él entra otra vez a la Taberna, y quita varias cosas que dicen que es pequeña. Finalmente, los dos salen y se vuelven novios. Al día siguiente, los amigos de Moe le dicen que les presente a Maya. Moe les dice que no, pensando que la van a molestar y el día sigue normalmente. Por la noche Maya lleva a Moe a su casa y le pregunta por qué no le presenta a sus amigos, a lo que Moe le contesta diciéndole que van a salir con Homer y Marge. Después de la cita, Moe le pide a Maya que se case con él. Esta iba a aceptar, pero Moe empieza a contar chistes de enanos y ella se ofende, rechazándolo. Moe decide que la única forma de estar con Maya es reducir su tamaño, por lo que acude al Dr. Nick Riviera (después de que Hibbert se negara a cumplir su pedido). Moe estaba por empezar la operación, pero llega Maya y discute con él, ya que no le importa su belleza, esta se ofende y lo deja. En la siguiente escena se ve a Moe triste y Homer llega al bar y lo consuela.